# Kalich aréna
Die Kalich aréna ist eine Eissporthalle in der tschechischen Stadt Litoměřice, Ústecký kraj.

## Geschichte
1969 begann der Bau eines offenen Eisstadions in Litoměřice mit einer Kapazität von etwa 5000 Plätzen, der drei Jahre später beendet wurde. Durchgeführt wurde der Bau von der lokalen Militäradministration am Standort Litoměřice. Genutzt wurde das damalige Stadion vom Armeesportverein VTJ Dukla Litoměřice und der TJ Rudá hvězda Litoměřice, dem heutigen HC Stadion Litoměřice. Später wurde die Eisfläche überdacht.

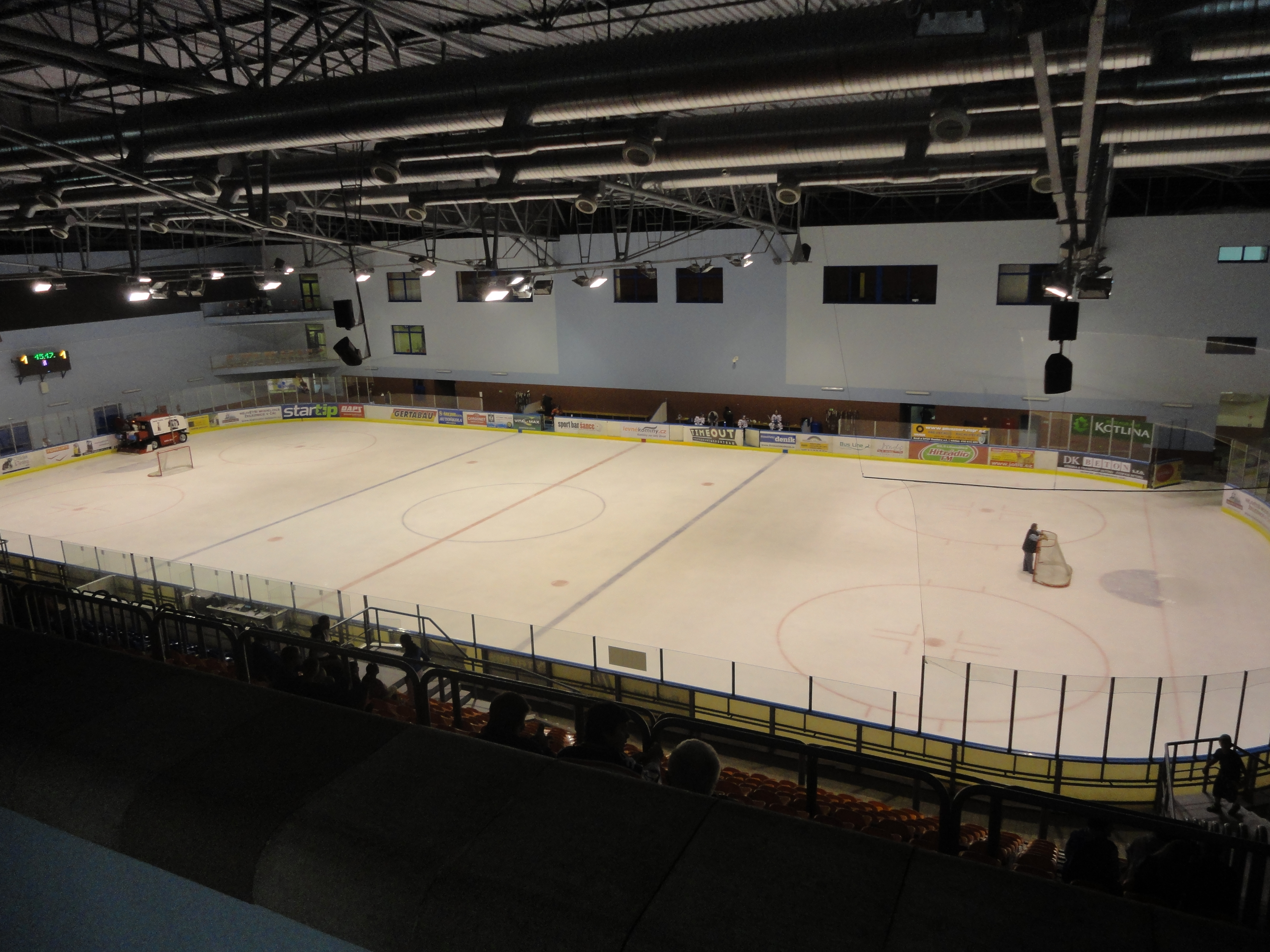
Innenansicht

2009 begannen umfangreiche Umbauarbeiten, die aus der nur überdachten Eisfläche eine modernen Ansprüchen entsprechende Multifunktionsarena machten. Neben dem Eishockeysport und öffentlichem Eislauf kann die Haupthalle auch für Inlinehockey und Hallenfußball genutzt werden. Der Komplex umfasst weiterhin zwei Sporthallen, einen Saunabereich, ein Hostel für maximal 60 Personen, ein Clubhaus, ein Restaurant und zwei Parkplätze. Die Kapazität der Arena beträgt insgesamt 1750 Zuschauer. Die Kosten des Umbaus betrugen etwa 295 Mio. CZK und wurde am 10. Mai 2010 der durch Senator Alexandr Vondra wiedereröffnet.
Die Arena ist Heimspielstätte der Eishockeymannschaft HC Stadion Litoměřice aus der 1. Liga.